# Моез Бен Шеріфія
Моез Бен Шеріфія (фр. Moez Ben Cherifia, нар. 24 червня 1991, м. Туніс) — туніський футболіст, воротар клубу «Есперанс».
Виступав, зокрема, за клуб «Есперанс», а також національну збірну Тунісу.

## Клубна кар'єра
У дорослому футболі дебютував 2009 року виступами за команду клубу «Есперанс», кольори якої захищає й донині.

## Виступи за збірну
У 2012 році дебютував в офіційних матчах у складі національної збірної Тунісу. Наразі провів у формі головної команди країни 16 матчів.
У складі збірної був учасником Кубка африканських націй 2012 року у Габоні та Екваторіальній Гвінеї, Кубка африканських націй 2013 року у ПАР, Кубка африканських націй 2015 року в Екваторіальній Гвінеї.